# Canton de Montpellier-2
Le canton de Montpellier 2 est une circonscription électorale française située dans le département de l'Hérault, dans l'arrondissement de Montpellier.

## Histoire
Un nouveau découpage territorial de l'Hérault (département) entre en vigueur à l'occasion des élections départementales de 2015. Il est défini par le décret du 26 février 2014, en application des lois du 17 mai 2013 (loi organique 2013-402 et loi 2013-403). Les conseillers départementaux sont, à compter de ces élections, élus au scrutin majoritaire binominal mixte. Les électeurs de chaque canton élisent au Conseil départemental, nouvelle appellation du Conseil général, deux membres de sexe différent, qui se présentent en binôme de candidats. Les conseillers départementaux sont élus pour 6 ans au scrutin binominal majoritaire à deux tours, l'accès au second tour nécessitant 12,5 % des inscrits au 1er tour. En outre la totalité des conseillers départementaux est renouvelée. Ce nouveau mode de scrutin nécessite un redécoupage des cantons dont le nombre est divisé par deux avec arrondi à l'unité impaire supérieure si ce nombre n'est pas entier impair, assorti de conditions de seuils minimaux. Dans l'Hérault, le nombre de cantons passe ainsi de 49 à 25.

## Représentation

### Conseillers généraux de 1833 à 2015
| Période | Période      | Identité                             | Étiquette        | Qualité |
| ------- | ------------ | ------------------------------------ | ---------------- | --- |
| 1833    | 1846         | Henri René                           |                  | Ancien officier d'infanterie Colonel de la Garde nationale Propriétaire à Montpellier                                           |
| 1846    | 1848         | Louis Raymond Broussonnet            |                  | Médecin en chef de l'hôpital de Montpellier Maire de Montpellier (1846-1848)                                                    |
| 1848    | 1852         | Ernest Maurin de Brignac (1797-1873) |                  | Mousquetaire noir dans la 2e compagnie (1815) capitaine au 1er régiment de dragons Propriétaire à Montpellier                   |
| 1852    | 1857 (décès) | Louis Raymond Broussonnet            |                  | Docteur en médecine Maire de Montpellier (1846-1848)                                                                            |
| 1857    | 1870         | Henri Marès                          |                  | Propriétaire, conseiller municipal de Montpellier                                                                               |
| 1870    | 1871         | Félix Dupin                          | Royaliste        | Avocat, propriétaire à Montpellier, rédacteur en chef de L'Écho du Midi, député (1871-1876), ancien conseiller d'arrondissement |
| 1871    | 1874         | Auguste Galtier                      | Républicain      | Avocat à Montpellier |
| 1874    | 1891 (décès) | Eugène Lisbonne                      | Républicain      | Avocat Sénateur (1888-1891) |
| 1891    | 1892         | Gaston Lisbonne (fils du précédent)  | Rad.             | Avocat |
| 1892    | 1913 (décès) | Louis Rouvier                        | Rad.opportuniste | Avocat à Montpellier |
| 1914    | 1914 (décès) | Marcel Bressot                       | Rad.             | Avocat |
| 1914    | 1919         | siège vacant                         |                  | |
| 1919    | 1929 (décès) | Auguste Gibert                       | Rad.             | Maire de Montpellier (1920-1925)                                                                                                |
| 1929    | 1940         | Pierre Chazot                        | Rad.             | Avoué au Tribunal civil de Montpellier                                                                                          |
|         |              |                                      |                  | |
| 1945    | 1949         | Jean Péridier                        | SFIO             | Avocat |
| 1949    | 1955         | Joseph Aussel                        | MRP              | Avocat - Député (1945-1948) |
| 1955    | 1973         | Étienne Ponseillé                    | Rad. puis MRG    | Médecin Député (1962-1968) Conseiller municipal de Montpellier                                                                  |
| 1973    | 1976         | Jean Pourquier                       | UDR              | Médecin Adjoint au Maire de Montpellier                                                                                         |
| 1976    | 1982         | Pierre Antonini (1921-2008)          | PS               | Professeur de lycée Vice-Président du Conseil Général                                                                           |
| 1982    | 1988         | Bernard Serrou                       | RPR              | Médecin Député (1993-1997) |
| 1988    | 1993 (décès) | Ernest Granier                       | PS               | Adjoint au maire de Montpellier (1977-1989)                                                                                     |
| 1993    | 2015         | Pierre Maurel                        | PS               | Maire de Clapiers (1983-2014) Vice-Président du Conseil Général (1998-2015)                                                     |

### Conseillers d'arrondissement (de 1833 à 1940)
| Période                                  | Période      | Identité                        | Étiquette          | Qualité |
| ---------------------------------------- | ------------ | ------------------------------- | ------------------ | --- |
| 1833                                     | 1848         | Antoine David Levat (1778-1862) |                    | Banquier à Montpellier                                                                                      |
| 1848                                     | 1852         | Félix Dupin                     | Droite             | Avocat, propriétaire à Montpellier, député (1871-1876)                                                      |
| 1852                                     | 1858         | Jules Poutingon (1815-1909)     |                    | Avocat, juge suppléant à Montpellier                                                                        |
| 1858                                     | 1871         | M. Teisserenc-Vallat            |                    | Négociant, Président du Tribunal de commerce, adjoint au maire de Montpellier                               |
| 1871                                     | 1880         | Alexandre Laissac               | Républicain        | Maire de Montpellier (1876-1892) Élu en 1880 conseiller général du Canton d'Olargues                        |
|                                          |              |                                 |                    | |
| 1883                                     | 1901         | Henri Blaise                    | Républicain        | Médecin - Directeur du bureau d'hygiène de Montpellier, puis professeur à l'École de Médecine d'Alger       |
| 1901                                     | 1907         | Frédéric Rouquette              | Républicain modéré | Publiciste                                                                                                  |
| 1907                                     | 1913         | Marius Servel                   | Défense viticole   | Médecin à Pérols                                                                                            |
| 1913                                     | 1936 (décès) | Laurent Jaffier                 | Radical            | Maire du Crès, Président du Conseil d'arrondissement                                                        |
| 1937                                     | 1940         | Pierre Gibert                   | Radical            | Adjoint au maire de Montpellier                                                                             |
| 1940                                     |              |                                 |                    | Les conseils d'arrondissement ont été suspendus par la loi du 12 octobre 1940 et n'ont jamais été réactivés |
| Les données manquantes sont à compléter. |              |                                 |                    | |

### Conseillers départementaux depuis 2015
| Période élective | Période élective | Mandat | Mandat           | Identité          | Nuance | Nuance | Qualité |
| ---------------- | ---------------- | ------ | ---------------- | ----------------- | ------ | ------ | --- |
| 2015             | 2021             | 2015   | 2020 (démission) | Michaël Delafosse |        | PS     | Professeur d'histoire-géographie Président de la commission de l’éducation, de la culture, de la jeunesse, des sports et des loisirs Démissionne à la suite de son élection à la mairie de Montpellier |
| 2015             | 2021             | 2015   | 2021             | Gabrielle Henry   |        | PS     | Retraitée de la fonction publique hospitalière Vice-présidente déléguée à la solidarité handicap |
| 2015             | 2021             | 2020   | 2021             | François Lanot    |        | PS     | Président du club de football du quartier des Arceaux |
| 2021             | 2028             | 2021   | en cours         | Jean-Louis Gély   |        | PS     | Directeur de communication, ancien adjoint au maire de Montpellier 11ème Vice-président délégué au tourisme et à l'économie                                                                            |
| 2021             | 2028             | 2021   | en cours         | Gabrielle Henry   |        | PS     | Conseillère sortante, 8ème Vice-présidente déléguée aux relations extérieures |

### Résultats détaillés

#### Élections de mars 2015
À l'issue du 1er tour des élections départementales de 2015, deux binômes sont en ballottage : Michaël Delafosse et Gabrielle Henry (PS, 23,43 %) et Gérard Francalanci et Françoise Guetron-Gouazé (Union de la Droite, 20,67 %). Le taux de participation est de 43,43 % (8 400 votants sur 19 343 inscrits) contre 51,87 % au niveau départemental et 50,17 % au niveau national.
Au second tour, Michaël Delafosse et Gabrielle Henry (PS) sont élus avec 58,96 % des suffrages exprimés et un taux de participation de 42,94 % (4 467 voix pour 8 305 votants et 19 343 inscrits).

#### Élections de juin 2021
Le premier tour des élections départementales de 2021 est marqué par un très faible taux de participation (33,26 % au niveau national). Dans le canton de Montpellier-2, ce taux de participation est de 26,91 % (5 361 votants sur 19 919 inscrits) contre 33,27 % au niveau départemental. À l'issue de ce premier tour, deux binômes sont en ballottage : Jean-Louis Gély et Gabrielle Henry (PS, 37,07 %) et Marie-Paule Jarniac et Jean-Marie Moralez (RN, 19,24 %).
Le second tour des élections est marqué une nouvelle fois par une abstention massive équivalente au premier tour. Les taux de participation sont de 34,36 % au niveau national, 34,7 % dans le département et 27,54 % dans le canton de Montpellier-2. Jean-Louis Gély et Gabrielle Henry (PS) sont élus avec 76,12 % des suffrages exprimés (3 856 voix pour 5 487 votants et 19 925 inscrits),,. 

## Composition

### Composition de 1833 à 1973
Est de Montpellier, et communes de Castelnau-le-Lez, Clapiers, Le Crès, Lattes, Montferrier, Palavas et Pérols.

### Composition de 1973 à 2015

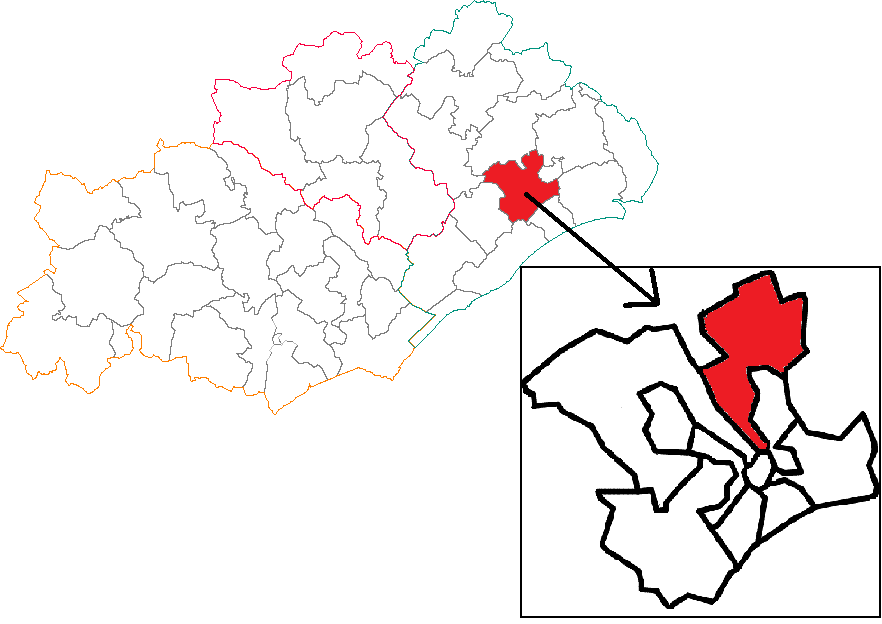
Situation du Canton de Montpellier-2 dans le département de l'Hérault avant 2015.

L'ancien canton de Montpellier-2 était composé des communes suivantes :
- Montpellier (fraction) ;
- Clapiers ;
- Montferrier-sur-Lez.

Il incluait les quartiers de Montpellier suivants (5,87 km2) :
- Boutonnet ;
- Universités ;
- Plan des 4 Seigneurs ;
- Saint Charles ;
- IUT ;
- Triolet ;
- Veyrassi ;
- Vert-Bois.

### Composition depuis 2015
| Nom                                 | Code Insee | Intercommunalité                   | Superficie (km2) | Population (dernière pop. légale)                 | Densité (hab./km2) | Modifier                                    |
| ----------------------------------- | ---------- | ---------------------------------- | ---------------- | ------------------------------------------------- | ------------------ | ------------------------------------------- |
| Montpellier (bureau centralisateur) | 34172      | Montpellier Méditerranée Métropole | 56,88            | Fraction : 56 277 (2022) Commune : 307 101 (2022) | 5 399              | modifier les données · modifier les données |
| Canton de Montpellier-2             | 3416       |                                    |                  | 56 277 (2022)                                     |                    | modifier les données                        |

Le canton de Montpellier-2 est désormais composé de la partie de la commune de Montpellier située au nord et à l'est d'une ligne définie par l'axe des voies et limites suivantes : depuis la limite territoriale de la commune de Castelnau-le-Lez, limite Sud du zoo de Lunaret, avenue du Val-de-Montferrand, place de la Voie Domitienne, route de Mende, rue Henri Dunant, avenue Frédéric-Sabatier-d'Espeyran, avenue Charles Flahaut, rue Auguste Broussonnet, rue de la Portalière-des-Masques, avenue d'Assas, rue de Las Sorbes, avenue de la Gaillarde, rue de Louvain, rue Gabriel Buchet, avenue de l'École d'Agriculture, rue Boussinesq, boulevard Benjamin Milhaud, avenue de Lodève, ligne droite dans le prolongement de l'impasse des Oiseaux Bleus, avenue de la Liberté, ligne droite dans le prolongement de la rue Georges Briquet, rue Jules Guesde, allée de Paris, avenue de Lodève, avenue Paul Bringuier, rue Marius Carrieu, rue Paul Rimbaud, avenue du Professeur Louis Ravas, rond-point La Pérouse, avenue des Moulins, rond-point du château d'Ô, avenue Ernest Hemingway avec le rond-point de l'Appel du 18 Juin 1940 et jusqu'à la limite territoriale de la commune de Grabels.

## Démographie

### Démographie avant 2015
| 1962 | 1968 | 1975 | 1982 | 1990   | 1999   | 2006   | 2011   | 2012   |
| ---- | ---- | ---- | ---- | ------ | ------ | ------ | ------ | ------ |
| -    | -    | -    | -    | 25 972 | 30 178 | 32 033 | 33 729 | 33 556 |

### Démographie depuis 2015
En 2022, le canton comptait 56 277 habitants, en évolution de +6,62 % par rapport à 2016 (Hérault : +7,49 %, France hors Mayotte : +2,11 %).
| 2013   | 2018   | 2022   |
| ------ | ------ | ------ |
| 51 486 | 54 102 | 56 277 |